# Kurupt
Ricardo Emmanuel Brown (født d. 23. november 1972), kendt under kunstnernavnet Kurupt, er en amerikansk rapper og producer, der er en af pionererne af 90'ernes gangsta-rap. Han er også kendt for at være medlem af rapduoen Tha Dogg Pound (en) sammen med Daz Dillinger.
 Der er for få eller ingen kildehenvisninger i denne artikel, hvilket er et problem. Du kan hjælpe ved at angive troværdige kilder til de påstande, som fremføres i artiklen.

| Musik | Spire Denne musikartikel er en spire som bør udbygges. Du er velkommen til at hjælpe Wikipedia ved at udvide den. |